# 石城站 (丹東)
石城站是凤上铁路上的一个火车站，位于中华人民共和国辽宁省丹东市凤城市石城镇，距离凤凰城站42公里，上河口站112公里，隶属中国铁路沈阳局集团管辖。现为四等站。